# Austroscyphus nitidissimus
Austroscyphus nitidissimus là một loài rêu trong họ Balantiopsaceae. Loài này được R.M. Schust. R.M. Schust. mô tả khoa học đầu tiên năm 1985.